# Micro Channel Architecture

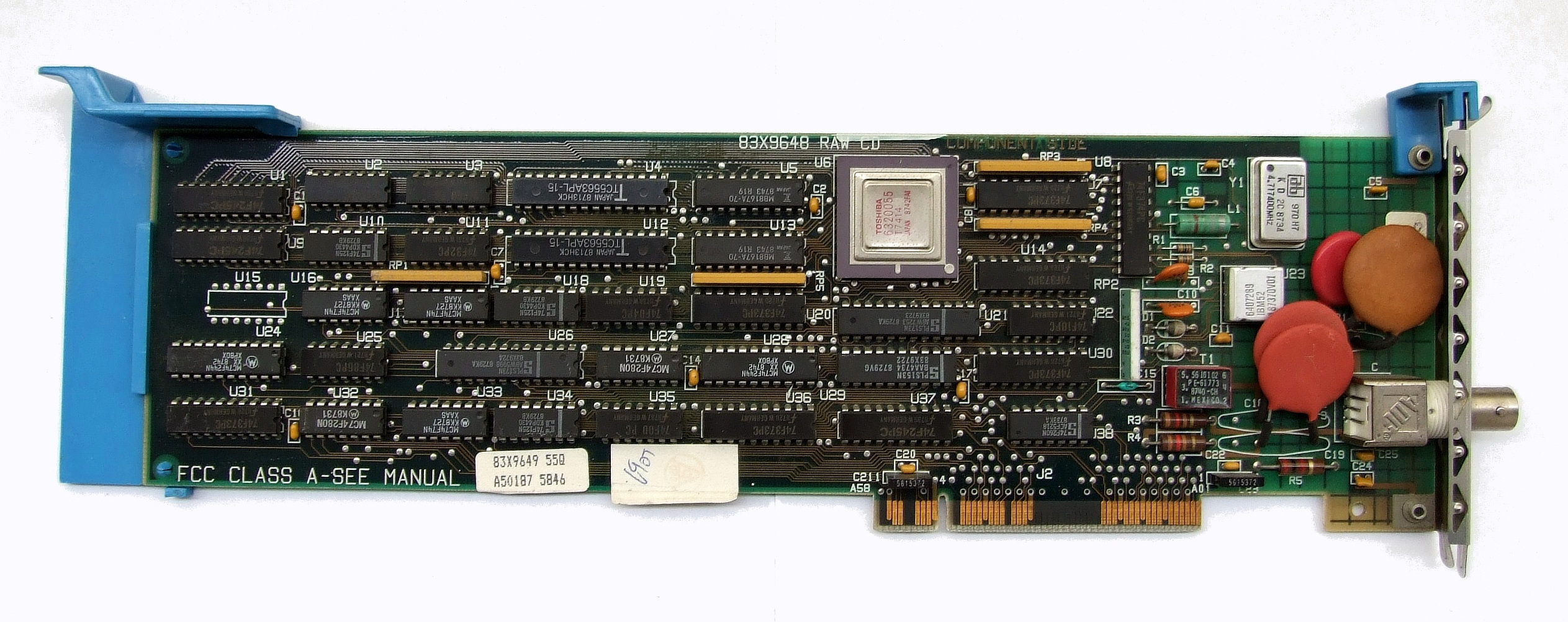
Nätverkskort med MCA-anslutning.

Micro Channel Architecture (MCA) är en databuss skapad av IBM som en tänkt ersättare till den tidigare ISA-bussen. Tanken var bland annat att komma till rätta med några inbyggda konstruktionsfel och begränsningar. MCA-bussen fick en konkurrent i EISA-bussen, bägge blev med tiden ersatta av PCI-bussen.